# Coelogyne nervosa
Espèce
Statut CITES
Coelogyne nervosa est une espèce de plantes à fleurs de la famille des Orchidaceae (les orchidées) et du genre Coelogyne originaire d'Indonésie.